# 중동의 불교
중동 지역에 900,000명이 넘는 사람들이 불교를 신앙으로 믿는다고 추정된다. 불교도들은 중동 총 인구의 0.3%가 조금 넘는 수치를 이루고 있다. 이 불교도들 중 다수는 1990년대 말 이래로 아시아에서 중동으로 이주해온 노동자들이며, 그 중 많은 수가 중국, 베트남, 태국, 스리랑카, 네팔 등 불교도가 큰 비율을 차지한 나라들에서 온 자들이다.

## 인구
상좌부 불교는 태국과 스리랑카에서 온 노동자들의 주요 종교이다. 대승불교는 동아시아와 베트남에서 온 노동자들의 주요 종교이다. 두바이(아랍에미레이트)와 카타르 내, 스리랑카의 노동자들은 자신들 영토 내에서 베삭 (불교에서 가장 중요 축일)을 기념하는 것을 허가받았다.

## 사우디아라비아
1,349만 명의 외국인들이 사우디아라비아에서 거주하고 일을 한다고 추정된다.
스리랑카인 400,000명 외에도, 동아시아에서 온 불교도 노동자 몇 천 명이 존재하며 이들 중 대부분은 중국인, 베트남인, 태국인 들이다. 다수의 티베트인-네팔인 이주민들 역시도 사우디아라비아의 외국인들 중 하나이다. 종교 데이터 아카이브 협회의 2020년 보고에 따르면, 사우디아라비아의 외국인에 대한 포괄적 자료를 얻을 수 없는 가운데 불교도들이 사우디아라비아 인구의 0.33%를 이룬다고 하였다.

## 나라별 비율
중동의 불교도 비율
| 국가           | 인구 (2022)   | 불교도 비율% | 불교도 수 |
| -------------- | ------------- | ------------ | --------- |
| 아랍에미리트   | 9,441,129명   | 2.40%        | 210,000명 |
| 카타르         | 2,695,122명   | 3.80%        | 90,000명  |
| 쿠웨이트       | 4,268,873명   | 5.40%        | 180,000명 |
| 사우디아라비아 | 36,408,820명  | .40%         | 130,000명 |
| 바레인         | 1,472,233명   | 3.10%        | 50,000명  |
| 오만           | 3,204,897명   | .70%         | 20,000명  |
| 이스라엘       | 9,038,309명   | .30%         | 20,000명  |
| 레바논         | 5,489,739명   | .20%         | 10,000명  |
| 튀르키예       | 85,341,241명  | .09%         | 40,000명  |
| 총계           | 157,360,363명 | 1.82%        | 750,000명 |

## 같이 보기
- 서양의 불교
- 중동의 힌두교

## 참고 문헌
- 미국 국무부의 국제 종교의 자유 보고서 (2006년)
- CIA 팩트북 보관됨 2013-05-10 - 웨이백 머신
- Religious Freedom page
- Religious Intelligence